# 扶餘府
扶余府，渤海国设置的府。

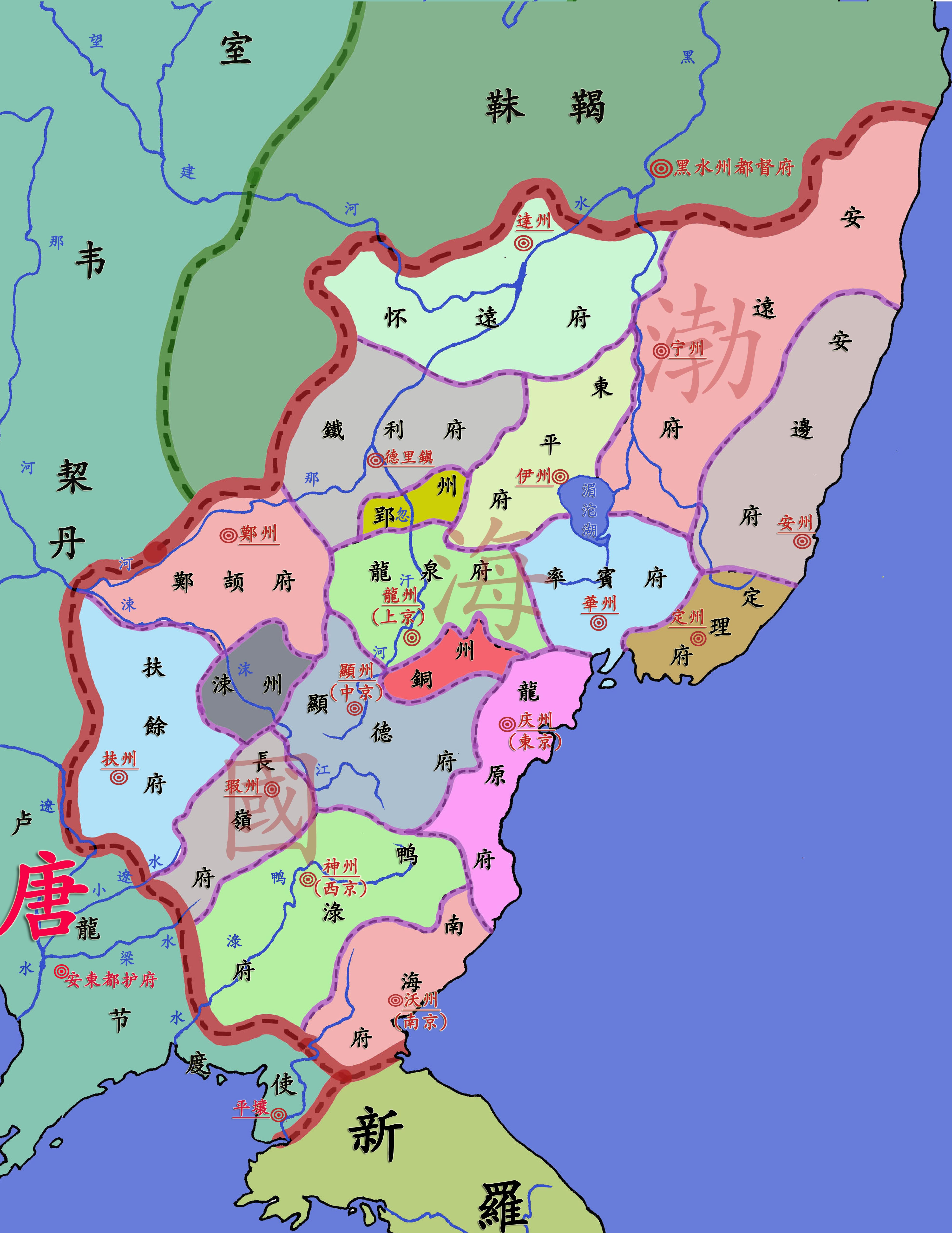
渤海國行政區劃

因扶余国故地得名。渤海置扶余府，领扶州、仙州二州，下辖永平、扶余、布多、显义、鹊川、强师（强帅）、新安、渔谷。辖境约今吉林省农安县、长春市、辽源市、四平市，辽宁省开原市、西丰县、昌图县一带。天显元年（926年）正月，辽太祖平渤海克夫余府。三月，下渤海国王城龙泉府龙州忽汗城，迁龙州于夫余府，扶、仙二州皆废。九月，辽太宗以太祖驾崩夫余城时有黄龙显现，改扶余府为黄龙府。 